# 楠斯 (密蘇里州)
楠斯（英語：Nance），又名鮑夫（Bauff）、迪特（Dit），是位於美國密蘇里州托尼縣的鬼鎮。

## 歷史
名為鮑夫的郵局於1858年設立，其後於1894年停運。名為迪特的郵局於1899年設立，1908年更名為南斯，其後於1925年停運。

## 地理
楠斯所處的海拔為高於海平面267米（即876英呎），而該地所採用的時區為UTC-6，即北美中部時區（CST）。同時該地設有夏令時間，為UTC-6調快一小時，即UTC-5（CDT）。